# Ліпцин Олег Феліксович
Олег Феліксович Ліпцин — американський та український театральний режисер, актор, дослідник театру і педагог. Один із засновників Московського театру Школа Драматичного Мистецтва, засновник і художній керівник авангардного київського театру Театральний Клуб (1988—1997), художній директор творчого об'єднання Міжнародний Театральний Ансамбль (ITE), керівник Семінару Ігрового Театру (СІТ) [Архівовано 20 лютого 2015 у Wayback Machine.], лауреат ряду театральних премій, кандидат мистецтвознавства.

## Життєпис
Народився в м. Києві, закінчив режисерський факультет ГІТІСу у Москві (курс М.Буткевича та А.Васильєва), режисерську асистентуру при Міністерстві культури РФ, Київський національний університет будівництва і архітектури (КНУБіА), захистив дисертацію по застосуванню ігрової методології в навчальному та постановочному театральному процесі.
У співавторстві з О.Живовою подготував і випустив двутомник [Архівовано 20 лютого 2015 у Wayback Machine.] творчого доробку видатного педагога і теоретика театру М. Буткевича, опублікував ряд статей по ігровій методиці.
З середини 90-х років живе у США, займається постановчою та педагогічною діяльністю в таких країнах, як США, Україна, Австрія, Франція, Росія, Тайвань.

## Режисерські роботи
Основні режисерські роботи: «Антігона» Софокла, «Я» Хвильового, «Дюшес» Джойса, «Стара» Гоголя/Хармса, «Вишневий сад» Чехова, «Хто боїться Вірджинії Вульф?» Олбі, «Гравці» Гоголя, «Крик» Уільямса, «Ніс» Гоголя, «Три сестри» Чехова, «Шинель» Гоголя, «Ендгейм» Беккета, «Колекціонер» Фаулза.

## Акторські роботи
Основні акторські роботи: Син в «Шести персонажах» Піранделло [Архівовано 20 лютого 2015 у Wayback Machine.], Ставрогін в «Бісах» Достоєвського, Барон в «На дні» Горького, Енкіду в «Гільгамеші», Клов в «Ендшпілі» Беккета, Брехт в к/ф «Свідок #11».